# Philipp Zametzer

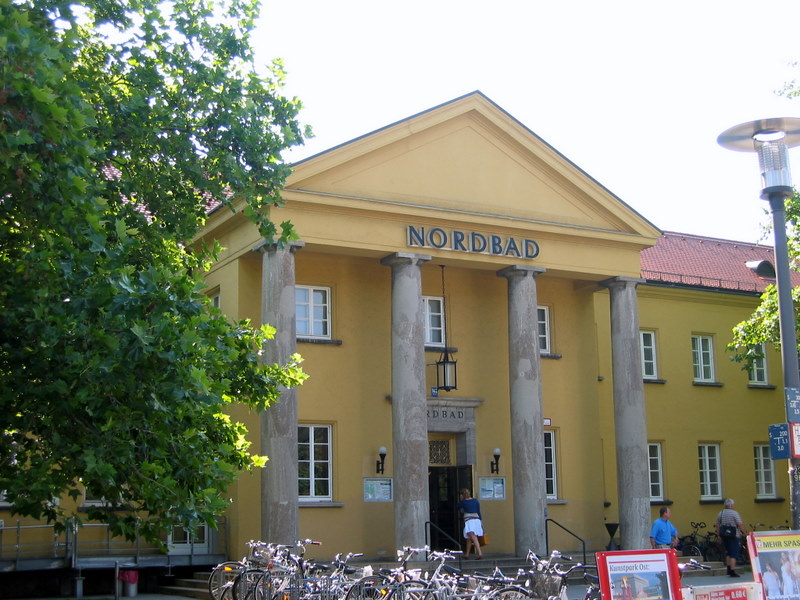
Münchener Nordbad, von Zametzer wiederaufgebaut

Philipp Zametzer (* 10. September 1896 in Garmisch; † 3. Oktober 1990 in München) war ein deutscher Architekt und Baubeamter.

## Leben
Philipp Zametzer studierte von 1922 bis 1924 Architektur an der Technischen Hochschule München. Seit dem Studium war er Mitglied der Studentenverbindung Akademischer Gesangverein München im SV. Von 1925 bis 1927 arbeitete er in der Oberpostdirektion München. 1926 wechselte er zum Baureferat der Stadt München. 1956 wurde er zum Stadtbaurat in der Position eines Werkdirektors (Oberbaudirektor) bestellt und war seit 1. Juli 1958 als berufsmäßiger Stadtrat Stadtbaurat der Stadt München (Gesamtleitung des Hochbaureferats mit Hochbau, Lokalbaukommission und bis 1960 Stadtplanung). Dieses Amt behielt er bis zum 4. Juni 1964 bei. 

## Werk (Auswahl)
- 1925–1927: Postamt Prien am Chiemsee (mit der Oberpostdirektion München)
- 1925–1927: Stadtbauamt in Hof
- 1949–1951: Wiederaufbau Nordbad in München
- 1949–1952: Großmarkthalle in München
- 1953: Ausstellungshallen am Messegelände Theresienwiese (mit S. Rosenthal)
- 1953–1955: Michaelibad in München
- 1956: Heizkraftwerk an der Müllerstraße (mit Werner Issel)
- 1958: Kraftwerk Theresienstraße (mit Theo Pabst und A. Heichlinger)
- 1959–1964: Siedlung am Hasenbergl in München